# Ilmari Taipale
Ilmari Taipale (Ilmari Richard Taipale; * 18. Mai 1928 in Tampere; † 22. März 2008 in Porvoo) war ein finnischer Mittel- und Langstreckenläufer.
Bei den Leichtathletik-Europameisterschaften 1950 in Brüssel wurde er Vierter über 1500 m und bei den Olympischen Spielen 1952 in Helsinki Zwölfter über 5000 m.
1956 schied er bei den Olympischen Spielen in Melbourne über 5000 m im Vorlauf aus und kam über 10.000 m auf den 22. Platz.
Zweimal wurde er Finnischer Meister über 800 m (1950, 1951), einmal über 1500 m (1950) und dreimal über 5000 m (1954–1956).

## Persönliche Bestzeiten
- 800 m: 1:52,5 min, 1950
- 1500 m: 3:46,8 min, 10. Juli 1953, Pori
- 1 Meile: 4:09,4 min, 10. Juli 1950, Helsinki
- 5000 m: 14:05,2 min, 13. September 1956, Hamina
- 10.000 m: 29:38,4 min, 25. September 1955, Turku